# Согомонян, Ричард Амаякович
Ричард Амаякович Согомонян (9 октября 1907, Тифлис, Российская империя — 6 ноября 1981, Москва, РСФСР, СССР) — один из первых организаторов атомной промышленности СССР. Внёс большой вклад в создание промышленности обогащения урана.

## Биография
Согомонян работал в Первом главном управлении при Совете Министров СССР, которое занималось координацией научно-технических исследований и инженерных разработок по всем направлениям советской атомной программы.
В 1949—1953 годах работал на должности начальника производственно-технического отдела ПГУ. В 1953—1956 годах был заместителем начальника отдела Главного технического управления Министерства среднего машиностроения СССР.  В 1956—1974 годы — занимал должность начальника этого же отдела.
Согомонян, находясь даже на пенсии, до конца своих дней входил в состав контрольно-приемочной комиссии Минсредмаша, где он был ответственен за экспорт услуг по обогащению урана для иностранных АЭС.
За свою карьеру Ричард Согомонян был награждён множество раз орденами и медалями, включая: Сталинская премия 1951 года «За большую организаторскую работу в создании оборудования, проектировании, сооружении и пуске заводов по обогащению урана», орден «Знак Почёта», а закрытым постановлением комитета по Ленинским премиям в области науки и техники при Совете министров СССР в 1964 году ему была присуждена Ленинская премия с формулировкой «за выполнение специального задания правительства».
Ричард Согомонян внёс важный вклад в проектирование, строительство и запуск заводов по обогащению урана, которые в настоящее время входят в контур компании ТВЭЛ.

## Награды
- Орден «Знак Почёта»[4]
- Сталинская премия
- Ленинская премия[3]
- Медаль «За оборону Москвы»[5]